# Windmühle (bei Elpersdorf)
Windmühle ([ˈvɪntˌmyːlə] , fränkisch: „Windmil“) ist ein Gemeindeteil der kreisfreien Stadt Ansbach (Mittelfranken, Bayern). Windmühle liegt in der Gemarkung Elpersdorf bei Ansbach.

## Geografie
0,5 km westlich des Dorfes liegt der Käferbuck, 0,75 km südöstlich liegen die Geißäcker. Südlich des Orts fließt der Käferbach, ein linker Zufluss der Altmühl. Der Ort liegt an der Staatsstraße 1066 zwischen Elpersdorf (1,7 km östlich) und Neunstetten (3 km südwestlich).

## Geschichte
Der Ort wurde 1809 erstmals schriftlich erwähnt und war ursprünglich eine Einöde mit Wirtshaus.
Im Rahmen des Gemeindeedikts wurde Windmühle dem 1808 gebildeten Steuerdistrikt Elpersdorf und der 1811 gegründeten Ruralgemeinde Elpersdorf zugeordnet. Diese wurde am 1. Juli 1972 im Zuge der Gebietsreform in Bayern in die Stadt Ansbach eingegliedert.

## Einwohnerentwicklung
| Jahr      | 001818 | 001840 | 001861 | 001871 | 001885 | 001900 | 001925 | 001950 | 001961 | 001970 | 001987 |
| Einwohner | 11     | 11     | *      | 21     | 30     | 37     | 39     | 77     | 53     | 54     | 49     |
| Häuser    | 3      | 1      |        |        | 4      | 9      | 9      | 12     | 12     |        | 16     |
| Quelle    | [ 11 ] | [ 12 ] | [ 13 ] | [ 14 ] | [ 15 ] | [ 16 ] | [ 17 ] | [ 18 ] | [ 19 ] | [ 20 ] | [ 1 ]  |

## Religion
Die Einwohner evangelisch-lutherischer Konfession sind nach St. Laurentius (Elpersdorf bei Ansbach) gepfarrt, die Einwohner römisch-katholischer Konfession nach St. Ludwig (Ansbach).